# 香川県道・愛媛県道9号大野原川之江線
香川県道・愛媛県道9号大野原川之江線（かがわけんどう・えひめけんどう9ごう おおのはらかわのえせん）は、香川県観音寺市から愛媛県四国中央市に至る県道（主要地方道）である。

## 概要
観音寺市大野原町井関で香川県道・徳島県道8号観音寺佐野線から分岐し、南西方向の豊稔池ダムに向かって路線が始まり、豊稔池ダム上流へ路線が進んで愛媛県へ入る。路線は山間部を縫うように通り、四国中央市金生町山田井で進路を南西方向へ変えて高松自動車道を交差後、ほぼ直線で終点の川之江総合支所前交差点に至る。

### 路線データ
- 本線（Google マップ）
- 起点 : 香川県観音寺市大野原町井関（香川県道・徳島県道8号観音寺佐野線交点）
- 終点 : 愛媛県四国中央市金生町下分（川之江総合支所前交差点、愛媛県道・高知県道5号川之江大豊線交点）
- 総延長 : 19.0 km
  - 香川県側 : 8.57 km
  - 愛媛県側 : 10.4 km[1]

## 歴史
- 1993年（平成5年）5月11日 - 建設省から、県道大野原川之江線が大野原川之江線として主要地方道に指定される[2]。

## 路線状況

### 道路施設

#### 橋梁
- 香川県
  - （柞田川・観音寺市大野原町田野々）
- 愛媛県
  - 古城橋（山田井川・四国中央市金生町山田井）
  - 表橋（山田井川・四国中央市金生町山田井）
  - 山田井橋（金生川・四国中央市金生町下分）

### 事前通行規制区間
| 区間                                          | 延長   | 規制内容                              |
| --------------------------------------------- | ------ | ------------------------------------- |
| 四国中央市金生町切山 - 四国中央市金生町石ノ口 | 4.5 km | 雨量40 mm、連続雨量200 mmで通行止め。 |

## 地理

### 通過する自治体
- 香川県
  - 観音寺市
- 愛媛県
  - 四国中央市

### 交差する道路
| 施設名                 | 接続路線名                        | 備考        | 所在地                                                                                  |
| ---------------------- | --------------------------------- | ----------- | --------------------------------------------------------------------------------------- |
|                        | 香川県道・徳島県道8号観音寺佐野線 | 起点        | 香川県観音寺市大野原町井関                                                              |
| 唐谷峠                 |                                   |             | 愛媛県・香川県境北緯34度1分47.4秒 東経133度38分2.7秒 / 北緯34.029833度 東経133.634083度 |
| 川之江総合支所前交差点 | 愛媛県道・高知県道5号川之江大豊線 | 県道9号終点 | 愛媛県四国中央市金生町下分                                                              |

### 沿線
- 豊稔池ダム
- 四国中央市立金生第二小学校
- 四国中央市立金生第一小学校
- 四国中央市川之江総合支所

### 峠
- 唐谷峠（香川県 - 愛媛県）